# 澄一道亮
澄一道亮（ちょういつ どうりょう、1608年（万暦36年） - 1691年（元禄4年））は、明末清初に来日した中国僧。浙江省杭州府銭塘県の出身。

## 生涯
若い時に出家した。
1653年（承応2年）6月に来日し、長崎の興福寺に入寺し、逸然性融に従った。澄一は、医術に通じており、そのもとからは、石原鼎庵・上野玄貞・今井弘済らが出ている。
1656年（明暦2年）、逸然の隠退にともなって、興福寺の住持の座を継承した。
1663年（寛文3年）、長崎市中の大火が類焼し、堂塔伽藍の大半を焼失するも、1667年（寛文7年）には、大雄宝殿を再建している。
1686年（貞享3年）、悦峯道章に住持を譲り、塔頭の永福庵に隠退した。
1691年4月に没した。享年84。